# Maggie Steed
Maggie Steed (nacida como Margaret Baker, el 1 de diciembre de 1946) es una actriz y comediante inglesa.

## Carrera
Steed trabaja regularmente en el escenario y ha actuado en Royal National Theatre y Royal Shakespeare Company. También ha actuado como comediante. Su primer papel en televisión fue interpretando a Rita Moon en la serie Shine on Harvey Moon. También es conocida por interpretar a Margaret Crabbe en Pie in the Sky y Phyllis Woolf en Born and Bred.

## Filmografía
- Babylon (1980) .... Mujer
- The History Man (1981) .... Myra Beamish
- Intimate Contact (1987) .... Becca Crichton
- Blood Rights (1990) .... Tess Barker
- Clothes in the Wardrobe (1992) .... Mrs. Raffald
- Growing Rich (1992) .... Raelene
- Olly's Prison (1993) .... Ellen
- Simon Magus (1999) .... Muttchen
- Stardom (2000) .... Reportera
- The Painted Veil (2006) .... Mrs Garstin
- The Imaginarium of Doctor Parnassus (2009) .... Mujer de Louis Vuitton
- A Promise (2013) .... Frau Hermann

## Créditos en televisión
- Coronation Street – como Ellen Smith (1970)
- Shine on Harvey Moon – como Rita Moon (1982)
- Minder – "Broken Arrow" como Sherry (1982)
- The Young Ones – "Demolition" (1982) y "Sick" (1984)
- Victoria Wood As Seen On TV – "The Making of Acorn Antiques" como Marion Clune (1985)
- Intimate Contact - Becca Crichton (1987)
- Lovejoy – "One Born Every Minute" como oanna (1991)
- Red Dwarf – "Quarantine" como Dr. Hildegarde Lanstrom (1992)
- Lipstick on Your Collar – como Tía Vickie (1993)
- Martin Chuzzlewit – como Mrs. Todgers (1994)
- Pie in the Sky – como Margaret Crabbe (1994-1997)
- Inspector Morse – "Death Is Now My Neighbour" como Angela Storrs (1997)
- Let Them Eat Cake – como Madame Vigée-Lebrun (1999)
- Midsomer Murders – "Judgement Day" como Rosemary Furman (2000)
- Foyle's War – "The White Feather" como Margaret Ellis (2002)
- French and Saunders –
- Born and Bred – Phyllis Woolf (2002-2005)
- Jam and Jerusalem (2006-2009) – Eileen
- New Tricks – "Dockers" como Rose Dyer (2006)
- Sensitive Skin como Veronica
- My Family como Mrs Philbin (2008)
- Lark Rise to Candleford (2009)
- Whites (2010)
- 32 Brinkburn Street (2011) - Elizabeth